# اسپرس کرمانی
اسپرس سیرجانی، اسپرس کرمانی (نام علمی: Onobrychis kermanensis) نام یک گونه از سرده اسپرس است.